# Sweet Trip
Sweet Trip foi uma banda americana de eletrônico e rock experimental formada em 1993 na Baía de São Francisco da Califórnia pelos músicos Valerie Cooper e Roberto Burgos. Eles são conhecidos por suas paisagens sonoras oníricas e técnicas de produção densas, muitas vezes misturando subgêneros de rock alternativo com IDM.
Durante o hiato em meados da década de 2010, a banda ganhou seguidores culto online, especialmente em torno de seu segundo álbum, Velocity : Design : Comfort. O Sweet Trip se reuniu em 2019 e lançou seu quarto álbum A Tiny House, In Secret Speeches, Polar Equals em 2021, o primeiro lançamento da banda em 12 anos.

## História

### 1993–2002: Formação e primeiros anos
O grupo foi formado em 1993 pelo produtor e compositor Roberto Burgos, quando ele conheceu o ex-integrante da banda Viet Le em um show de talentos do ensino médio naquele verão. Os dois passavam os fins de semana ouvindo músicas na garagem de Le, fazendo jam sessions com Burgos na guitarra e Le na bateria. Foi por meio disso e de um conhecido em comum que eles conheceram Valerie Cooper, e os três formaram uma banda com o nome de Ophelia Satellite. Inicialmente, a banda tentou compor músicas como um grupo de "guitarra, baixo e bateria tradicionais", embora não tivesse um baixista. Apesar disso, eles começaram a tocar essas músicas originais ao vivo, mas acabaram fazendo uma pausa porque não conseguiram encontrar alguém para tocar baixo.  Durante essa pausa, Burgos começou a gravar demos lo-fi em fita cassete com mais elementos eletrônicos do que seu trabalho anterior, e foi por meio dessas demos que a banda decidiu mudar de rumo e seguir um estilo menos tradicional, em que suas apresentações ao vivo não precisariam de um baixista. Burgos, em tom de brincadeira, rotulou essas fitas cassete de "The Sweet Trip", que acabou se tornando o novo nome da banda. Cinco dessas demos foram posteriormente impressas em fitas cassete e enviadas para várias gravadoras independentes, uma das quais foi a Darla Records. De acordo com Cooper, essa foi uma das primeiras gravadoras a demonstrar interesse genuíno em seu trabalho e, por isso, a banda assinou contrato com ela; as músicas da fita cassete enviada para a Darla acabariam fazendo parte da lista de faixas de seu álbum de estreia, Halica: Bliss Out v.11.
Após o lançamento de Halica (e seu EP irmão Fish Remixes & Versions), a banda continuou a lançar material novo, contribuindo com músicas para a série de compilações Darla, Little Darla Has a Treat for You e Drum & Bliss. Apenas alguns meses após o lançamento de Halica, a banda lançou o EP Alura, que apresentou seu primeiro uso de computadores e softwares de computador no processo de criação musical. A banda também foi convidada para shows ao vivo e festivais, como o SXSW 1999. Durante essas apresentações ao vivo, a banda tocava as primeiras versões das músicas "Dsco" e "Velocity", que viriam a ser incluídas no álbum Velocity : Design : Comfort anos mais tarde. À medida que o som da banda se tornava mais focado em eletrônica, Le assumiria o cargo de engenheiro de som para o "crescente" kit ao vivo da banda, com a entrada de Aaron Porter para assumir suas antigas funções de baixista.

### 2003–2018: Continuações e hiato
Após uma pausa de um ano e meio para gravar novas músicas, a banda lançou seu segundo álbum, Velocity : Design : Comfort, em 2003. Embora tenha recebido pouca atenção do grande público, o álbum recebeu críticas positivas na época, com o AllMusic dando ao álbum quatro estrelas e meia e rotulando-o como "um dos mais interessantes e melhores discos de 2003". Depois disso, a banda contribuiu com a faixa Velocity "Noise Is a Social Skill (V.0.8)" para o volume 24 da série de compilações Little Darla em 2004, e entrou em outro longo hiato.
Em 2006, a Sweet Trip se reuniu mais uma vez, com a saída do membro fundador Viet Le; Rob Uytingco se juntou à banda, acrescentando bateria ao vivo em suas apresentações e gravações. A banda tocou rearranjos de músicas de seu álbum anterior ao lado de novas músicas, essas novas músicas acabariam sendo lançadas em seu terceiro álbum, You Will Never Know Why, lançado em 2009. You Will Never Know Why foi diferente dos lançamentos anteriores da banda, com os críticos observando que ele tinha um som "indie pop simplificado" mais tradicional e que era possivelmente o álbum mais acessível da banda até o momento. Esse seria o último lançamento do Sweet Trip como uma banda de quatro integrantes, com a banda não lançando nenhum material novo antes de entrar em outro hiato quatro anos depois, e Porter e Uytingco não voltando para seu quarto e último álbum.
Em 2013, Burgos postou uma nova música, "Things to Ponder While Falling", em sua conta no SoundCloud. Ele se referiu a ela como "Provavelmente a última música do Sweet Trip" (mais tarde atualizada para "*não* a última música do Sweet Trip"), anunciando informalmente o hiato da banda. Durante o hiato, Burgos começou a carregar músicas no SoundCloud e no Bandcamp sob o nome Blacktunic, enquanto Cooper carregava gravações inéditas, raras e alternativas do Sweet Trip em seu SoundCloud pessoal.
Enquanto o grupo estava em hiato, seu álbum Velocity : Design : Comfort, de 2003, conquistou um culto de seguidores online, o que levou a um aumento do interesse pelo Sweet Trip e a relançamentos de sua discografia, com pessoas entrando em contato online para entrevistar a banda; Burgos atribui a essas entrevistas o fato de ele e Cooper terem-se reaproximado e levado à formação da banda.

### 2019–2022: Relançamentos, reunião e separação
Em agosto de 2019, a Darla Records comentou em um post no Facebook sobre Velocity : Design : Comfort, anunciando que o álbum seria impresso em vinil pela primeira vez como um LP duplo em 2020. Em seguida, Burgos publicou uma atualização em sua conta no Twitter, declarando: "Percebemos que não podemos lançar uma reedição em vinil do VDC sem dar sequência com novas músicas, e isso é uma percepção empolgante." Logo depois disso, Burgos e Cooper começaram a dar entrevistas juntos como Sweet Trip, reformando oficialmente a banda como uma dupla. No início de 2020, o Sweet Trip lançou sua primeira música nova desde 2013, In Sound, We Found Each Other, na compilação Little Darla Has a Treat for You, Vol. 30.
Em 8 de novembro de 2020, a Sweet Trip anunciou o título de seu quarto álbum, A Tiny House, In Secret Speeches, Polar Equals, que foi lançado digitalmente em 28 de maio de 2021. Junto com isso, foi anunciado um single intitulado "Walkers Beware! We Drive Into the Sun", que foi lançado em 15 de janeiro de 2021. Em 22 de janeiro de 2021, eles lançaram uma versão remasterizada de You Will Never Know Why, com nova arte e três novas músicas.
Em 7 de janeiro de 2022, Burgos anunciou em seu Twitter que uma "edição expandida" de Halica seria lançada em 11 de fevereiro, com uma lista de faixas reorganizada e material do Fish EP, lançado no mesmo período.
Em 18 de março, a Darla Records lançou o álbum de compilação Seen / Unseen, que foi feito antes da saída de Cooper, e anunciou formalmente a dissolução da Sweet Trip. Logo depois, a Darla Records anunciou que um relançamento do EP Alura com cinco faixas adicionais seria lançado em 27 de maio.

### Outras atividades
Os colegas de gravadora Junior Varsity KM — para quem Burgos fez vários remixes — fizeram turnês com a Sweet Trip em várias ocasiões. Outros grupos notáveis para os quais Burgos fez remixes incluem Takako Minekawa, Club 8 e Gnac.

## Influências musicais
Em uma entrevista para a Sonemic em dezembro de 2020, Burgos e Cooper listaram Iron Maiden, Sonic Youth, Aphex Twin, Slowdive, Led Zeppelin, The Black Dog, The Chameleons, Jean Sibelius, Broadcast, Moose, Seefeel, Michael Jackson, Cocteau Twins, 101 Strings, Glenn Miller Orchestra, My Bloody Valentine, Pale Saints e Sérgio Mendes como inspirações musicais para Sweet Trip.

## Legado
Embora inicialmente fosse uma banda underground com poucos seguidores, a Sweet Trip ganhou um culto online nas décadas que se seguiram ao lançamento de seus três primeiros álbuns, com suas músicas sendo compartilhadas em sites dedicados à música, como Album of The Year e Rate Your Music, até mesmo se tornando memes da Internet. Após sua dissolução inicial em 2013, a banda tomou conhecimento de sua presença na Internet por volta de 2017, levando à sua reforma em 2019. Depois disso, eles relançaram seu álbum Velocity : Design : Comfort em 2020, que a essa altura já havia-se tornado um lançamento cult; veículos de música como a Far Out Magazine listaram Velocity : Design : Comfort como um dos melhores álbuns de shoegaze de todos os tempos.
Na mídia popular, a música "Dsco" da Sweet Trip apareceu na reinicialização de 2007 de A Mulher Biônica, enquanto a música "Palomar, Your Shadow is the Yellow Sun" foi apresentada no trailer do 22º CAAMFest.
Em 2022, a Stereogum observou como o Sweet Trip se tornou "tão canonicamente importante para os jovens roqueiros alternativos quanto os Pixies e o Built to Spill foram para as gerações anteriores" em relação à nova onda do shoegaze americano.

## Discografia

### Álbuns de estúdio
- Halica: Bliss Out, Vol. 11 (1998, Darla Records)
- Velocity : Design : Comfort (2003, Darla Records)
- You Will Never Know Why (2009, Darla Records)
- A Tiny House, In Secret Speeches, Polar Equals (2021, Darla Records)

### Compilações
- Seen / Unseen (2022, Darla Records)

### EPs esingles
- Fish Remixes and Versions (1998, Darla Records)
- Alura (1999, Darla Records)
- "Design1:Dedicated" (2003, Observatory)
- "Walkers Beware! We Drive into the Sun" b/w "Stab/Slow" (2021, Darla Records)